# Território do Noroeste (América do Norte Britânica)

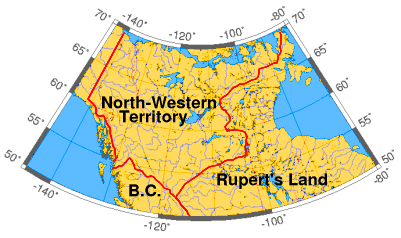
O Território do Noroeste em sua extensão máxima, 1859.

O Território do Noroeste foi uma região da América do Norte britânica existente até 1870 e recebeu o nome de onde ficava em relação à Terra de Rupert.

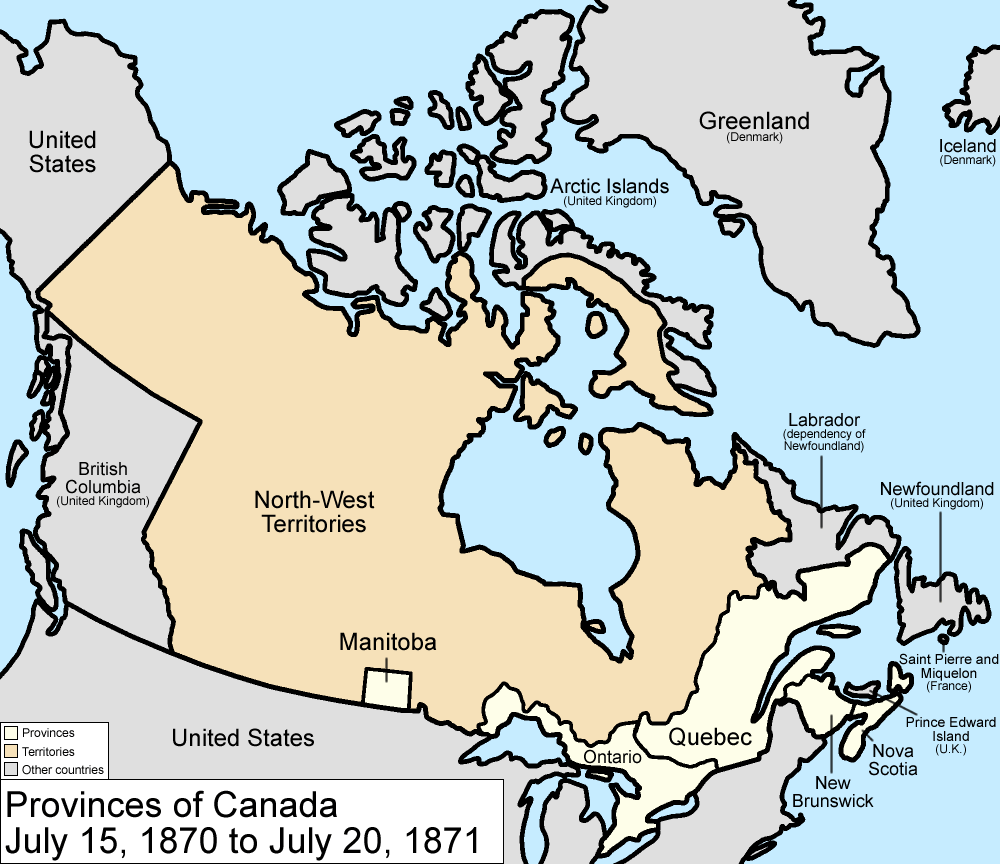
Províncias do Canadá de 1870 a 1871, mostrando as sucessivas divisões do Território do Noroeste.

Devido à falta de desenvolvimento, exploração e limites cartográficos da época, os limites exatos, a propriedade e a administração da região não foram definidos com precisão quando o território ainda existia. Também não há uma data definitiva em que os britânicos afirmaram a soberania sobre o território. Os mapas variam na definição dos limites do território; entretanto, no uso moderno, a região é geralmente aceita como a região limitada pela Colúmbia Britânica dos dias modernos, a divisão continental com a Terra de Rupert, a América Russa (mais tarde Alasca) e o Oceano Ártico. O território cobria o que agora é o Yukon, continente Territórios do Noroeste, noroeste do continente Nunavut, noroeste de Saskatchewan e norte de Alberta. O norte da Colúmbia Britânica dos dias modernos às vezes também é considerado como parte do território.
O Território Noroeste não era tecnicamente da parte do terreno concedido à Hudson's Bay Company em maio de 1670, pois a região não drenava para a Baía de Hudson. No entanto, a Hudson's Bay Company (HBC) ainda era a administradora de fato da região e o território foi incluído no mesmo processo de transferência da Terra de Rupert para o Canadá do HBC, em vigor em 15 de julho de 1870.